# 代玛·贝尔特兰
代玛·贝尔特兰（西班牙語：Daima Beltrán，1972年9月10日—），古巴女子柔道运动员。她曾代表古巴参加2000年和2004年夏季奥林匹克运动会柔道比赛，获得二枚银牌，均来自女子78公斤以上级。

## 外部連結
- 代玛·贝尔特兰在国际奥林匹克委员会的资料